# Métsovo
Métsovo (en grec moderne : Μέτσοβο, en aroumain : Aminciu) est une ville d'Épire (nord-ouest de la Grèce), chef-lieu du dème du même nom, dans le district régional d'Ioánnina de la périphérie d'Épire.

## Géographie

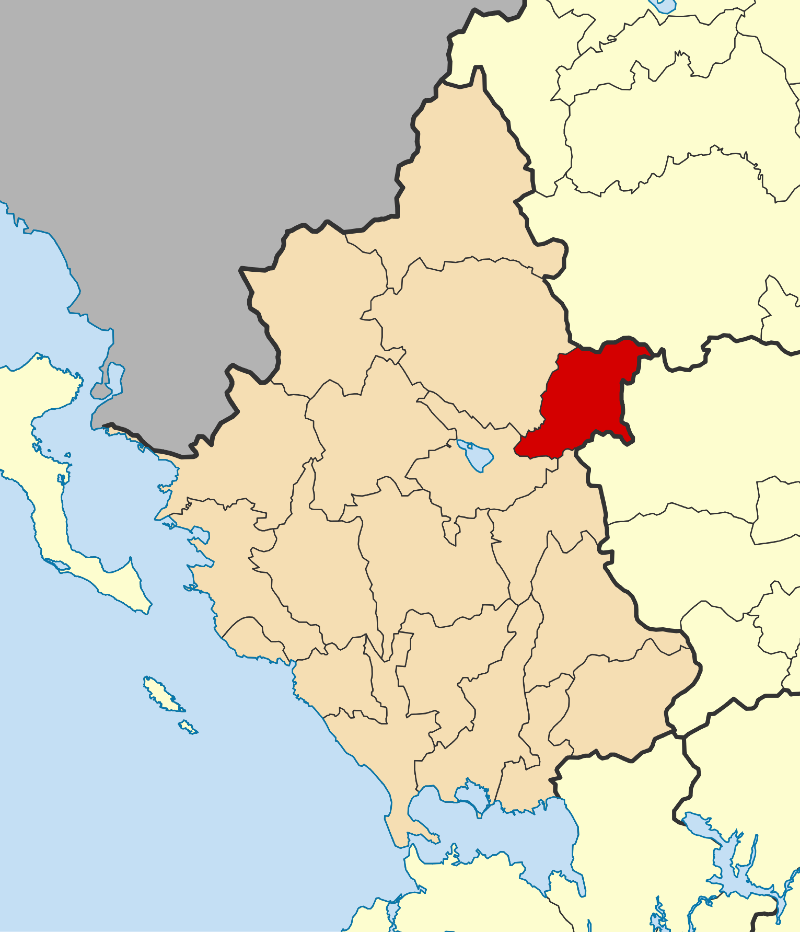
Le dème (municipalité) de Metsovo au sein de la périphérie (région) d'Épire, issu de la fusion en 2011 des dèmes de Metsovo, Miliá et Egnatía, devenus des districts municipaux.

Metsovo est une ville de 2 503 habitants (en 2011) située à 1 160 mètres d'altitude dans les montagnes du Pinde au nord-ouest des Météores. Elle tire ses revenus du pastoralisme et du tourisme. Ses rues sont pentues, souvent tortueuses et étroites, et beaucoup sont piétonnes (les ânes et les mulets ont encore de beaux jours devant eux comme moyens de livraison et de transport). Le pays est très verdoyant, assez bien arrosé, et à certains endroits les montagnes sont cultivées en restanques ; néanmoins, les pâturages dominent. Plusieurs monastères encadrent la ville.

## Histoire
Ses habitants sont de langue aroumaine. Leur origine remonte aux guerres entre l'empereur grec Basile II et les Slaves de Bulgarie et de Serbie. En 1018 ces guerres provoquent de grands déplacements de populations, et notamment des Valaques de ces pays qui se dispersent : une partie d'entre eux migre vers la Transylvanie où ils grossissent les rangs de ceux qui s'y trouvaient déjà, mais un grand nombre s'installe dans le Pinde et autour de Flórina, Kastoriá, Kozani et Metsovo, alors comptées, comme la Thessalie, dans la « Grande Valachie » (Μεγάλη Βλαχία) des auteurs byzantins : ce sont les ancêtres des Aroumains.
Metsovo a été un grand centre économique et intellectuel doté d'une autonomie politique, avec son propre gouvernement et un fonctionnement de type démocratique, une assemblée élue et un exécutif contrôlé par celle-ci.
Après avoir, comme toute la région, appartenu successivement à la Macédoine antique (depuis 358 avant notre ère), à l'Empire romain (148 avant notre ère, devenu en 395 l'empire d'Orient dit « byzantin »), au royaume des Bulgares et des Valaques (1203), au despotat d'Épire (1255), à la Serbie (1346) et à l'empire turc (1393), Metsovo a été rattachée à la Grèce moderne en 1913, à l'issue des guerres balkaniques. Ses habitants se déclarent alors solennellement membres de l’Elleniki ethniki koinonia (« communauté nationale hellénique ») mais de langue aroumaine.
Pendant les deux guerres mondiales, l'Italie, l'ORIM macédonienne et des nationalistes roumains élaborèrent un projet autonomiste surnommé « principauté du Pinde », qui incluait Metsovo. Soutenus par des membres de la « Garde de fer » roumaine (alors chassés de Roumanie par le maréchal Antonescu), les promoteurs de ce projet en 1941, Alcibiade Diamandis et Nikolaos Matoussis, ne purent jamais y mettre les pieds : les habitants de la ville le qualifièrent de « sinistre pantalonnade » et se rallièrent dès la fin 1943 à l'EAM (résistance grecque) et plus précisément à l'ELAS (armée communiste). Pendant la guerre civile grecque (1946-1949), Metsovo se trouva longuement en zone contrôlée par les communistes : les émissaires du Kominform proposèrent alors aux Aroumains de la région la création, sur le modèle soviétique, d'une « région autonome » dont Metsovo aurait été la capitale, la nouvelle Roumanie communiste devant se substituer à la Roumanie fasciste comme « puissance protectrice ». À la suite de ces épisodes, les dirigeants locaux de Metsovo ont pris soin de récuser fermement toute revendication de ce type pour ne pas être accusés de séparatisme.
À partir des années 1980, Metsovo a connu un développement économique lié au tourisme de montagne surtout grec, avec la construction d'une station de sports d'hiver et d'hôtels ; par ailleurs, ses fromages fumés (le metsovóne, AOP) jadis destinés à la consommation locale, sont passés du stade artisanal au stade semi-industriel avec une exportation dans toute la Grèce continentale.

## Démographie
| Année | Village | District municipal | Dème  |
| ----- | ------- | ------------------ | ----- |
| 1981  | 2 705   | -                  | -     |
| 1991  | 2 917   | 4 125              | -     |
| 2001  | 3 195   | 4 417              | -     |
| 2011  | 2 503   | 3 469              | 6 196 |

## Culture, nature, denrées
- Musée Averoff
- Site de Valia Calda dans le parc naturel du Pinde[7]
- Metsovóne, fromage fumé, appellation d'origine protégée depuis 1996
- Katogi & Strofilia, entreprise viticole basée à Metsovo

## Personnalités liées à la municipalité
- Plusieurs bienfaiteurs métsoviotes comptent parmi les fondateurs du Polytechnique national « Métsovio » à Athènes, dont : Nikolaos Stournaras (en) (1806-1853), Eleni et Mihaïl Tossitsas (el) (1787-1856), et Georges Averoff (1815-1899).
- Evangelos Averoff (1908-1990) est un autre bienfaiteur, et homme politique, qui a largement contribué au développement économique, social et culturel de la Grèce et de Metsovo.